# Karl Wilhelm von Kleist (Offizier, 1914)
Karl Wilhelm Leopold Oskar Werner von Kleist (* 3. Februar 1914 in Rom; † 26. Juli 1994 in Rheinbach) war ein deutscher Offizier, zuletzt Brigadegeneral der Bundeswehr.

## Leben

### Familie
Kleist entstammte dem Zweig Zützen seines alten Geschlechts aus pommerschen Uradel. Sein Vater war Oberst Leopold von Kleist (1872–1946), Flügeladjutant Wilhelms II., und seine Mutter Luise, geborene Gräfin von der Schulenburg (1879–1966). Sie war die Tochter von Werner von der Schulenburg-Burgscheidungen (1836–1893), Mitglied des Preußischen Herrenhauses und Fideikommissherr auf Burgscheidungen, und dessen Ehefrau Henriette, geborene Gräfin von der Schulenburg.

### Militärkarriere
Nach dem Abitur am Berliner Ernst-Moritz-Arndt-Gymnasium wählte Kleist den Soldatenberuf. Er trat am 1. April 1933 als Offiziersanwärter in das 7. (Preußische) Reiter-Regiment in Breslau ein. 1935 wurde er Leutnant. Gleichzeitig wurde sein Kavallerie-Regiment, nachdem Adolf Hitler die vom Versailler Friedensvertrag Deutschland auferlegten Rüstungsbeschränkungen (u. a. Verbot von Panzern) einseitig gebrochen und abgeschafft hatte, zu einem Panzerregiment umgewandelt und die Garnison dieses Regimentes nach Eisenach verlegt.
Mit dem neu aufgestellten Panzerregiment nahm Kleist während des Zweiten Weltkriegs sowohl am Überfall auf Polen als auch am Westfeldzug gegen Frankreich und am Krieg gegen die Sowjetunion sowohl als Kompaniechef als auch als Regimentsadjutant teil. Dabei wurde er insgesamt dreimal verwundet. 1943 wurde er nach abgeschlossener Generalstabsausbildung zum Ia  einer Division bestellt. In den schweren Kämpfen an der Westfront nach der Invasion der Alliierten geriet er im November 1944 in britische Kriegsgefangenschaft, aus der 1947 entlassen wurde.
Kleist trat 1952 in das sogenannte Amt Blank unter dem späteren Bundesverteidigungsminister Theodor Blank als ziviler Angestellter ein, das die geplante und von den westlichen Alliierten wegen des inzwischen zwischen den östlichen und westlichen ehemaligen Kriegsgegnern bestehenden Kalten Krieges gewünschte Wiedererrichtung deutscher Streitkräfte vorbereiten sollte. Mit Aufstellung der Bundeswehr 1955 wurde Kleist zum Oberstleutnant ernannt und 1957 als deutscher Militärattaché nach Kanada entsandt, eine Position, die er bis 1960 innehatte. Danach wurde er Kommandeur des Panzerbataillons 84, mit dem er als erster Verband der Bundeswehr an einem Übungsschießen in Wales (Castle Martin) teilnahm und die neue deutsche NATO-Partnerschaft nachhaltig bekräftigte. 1967 wurde er Brigadegeneral und stellvertretender Divisionskommandeur der 1. Panzerdivision in  Hannover. 1969 trat er in den Ruhestand.

### Privatleben
Neben seinen militärischen Aufgaben engagierte er sich für seine weitverbreitete und zahlreiche Familie, deren Familienverband er als Vorsitzender leitete. Er starb 1994 in Bonn. Verheiratet war er seit dem 25. Mai 1947 mit Elisabeth von Schickfuß und Neudorff (* 1925). Aus der Ehe gingen zwei Mädchen und ein Junge hervor.